# Hậu trường vui nhộn
Hậu trường vui nhộn (tiếng Hàn: 스탠바이; Romaja: Seutaenbai) là một bộ phim hài kịch tình huống Hàn Quốc 2012 được phát sóng trên MBC từ 9 tháng 4 đến 5 tháng 10 năm 2012 với lịch chiếu từ thứ hai đến thứ sáu lúc. Nội dung phim xoay quanh những câu đời thường của các nhà sản xuất, biên kịch và phát thanh viên trên TV11, một công ty phát sóng truyền hình.

## Phân vai

### Nhân vật chính
- Ryu Jin vai Ryu Jin-haeng
- Lee Ki-woo vai Ryu Ki-woo[2]
- Ha Seok-jin vai Ha Seok-jin
- Kim Soo-hyun vai Kim Soo-hyun
- Jung So-min vai Jung So-min[3]
- Siwan vai Im Si-wan[4]
- Choi Jung-woo vai Ryu Jung-woo
- Park Joon-geum vai Park Joon-geum
- Kim Yeon-woo vai Kim Yeon-woo
- Go Kyung-pyo vai Kim Kyung-pyo[5]
- Simon D của Supreme Team vai Ssam D[6]
- Kim Ye-won vai Kim Ye-won

### Nhân vật phụ
- Park Eun-ji vai Park Eun-ji
- Kim Seung-pil vai Quay phim
- Woo Hye-jin vai Choi Yoon-hee
- Sa Mi-ja vai mẹ của Jung-woo
- Jung Ga-ram vai Jung Ga-ram
- Yeom Dong-heon vai bạn của Jung-woo
- Ahn Hye-kyung vai Luật sư
- Choi Eun-kyung vai Chủ tịch của công ty tư vấn đào tạo

### Khách mời
- Park Myeong-su vai Ascetic Geosung
- Julien Kang vai người hâm mộ của Joon-geum
- Lee Chae-young vai mối tình đầu của Seok-jin
- Park Se-mi vai Học sinh trung học mù ngày
- Hyemi vai Học sinh trung học mù ngày
- Park Mi-sun vai Park Mi-sun
- Kim Young-ok vai mẹ của Joon-geum
- Yoo So-young vai So-ra
- Hwang Kwanghee vai Ha Kwang-hee, em của Seok-jin (tập 76-77)
- Ha Dong-hoon vai Rapper H
- HaHa trong vai Rapper nổi tiếng